# در خصوص انجام یک عملیات ویژه نظامی
«در خصوص انجام یک عملیات ویژه نظامی» (انگلیسی: "On conducting a special military operation") سخنرانی تلویزیونی ولادیمیر پوتین رئیس‌جمهور روسیه به شهروندان روسیه و پرسنل نظامی نیروهای مسلح اوکراین در ۲۴ فوریه ۲۰۲۲، قبل از تهاجم روسیه به اوکراین در سال ۲۰۲۲ بود. هدف از این سخنرانی آماده کردن افکار عمومی و ارائه انگیزه برای اقدامات رهبری روسیه بود. با این حال، دقت واقعی و جهت‌گیری ایدئولوژیک درخواست مورد انتقاد گسترده قرار گرفت. پوتین برای توجیه این تهاجم به دروغ مدعی شد که اوکراین یک کشور نئونازی است و به ماده ۵۱ منشور سازمان ملل اشاره کرد که هر دو مورد رد و انتقاد بسیاری از مورخان و کارشناسان قرار گرفت.

## اشاره به ناتو
پوتین در سخنرانی خود از عدم امکان دستیابی به توافق با ناتو در شرایط مساوی صحبت کرد و ائتلاف نظامی را به گسترش به سمت شرق متهم کرد. پوتین در سخنرانی خود به‌طور مکرر به گسترش ناتو اشاره کرد و آن را «غیرقابل قبول» و در کنار توسعه نظامی اوکراین خواند. وی گفت: با گسترش ناتو به سمت شرق، هر سال که می‌گذرد، وضعیت کشور ما بدتر و خطرناک‌تر می‌شود، علاوه بر این، در روزهای اخیر رهبری ناتو آشکارا در مورد لزوم تسریع، اجبار صحبت می‌کنند. پیشرفت زیرساخت‌های اتحاد تا مرزهای روسیه. به عبارت دیگر، آنها موقعیت خود را دو چندان می‌کنند.
پوتین با بیان اینکه اوکراین در حال تبدیل شدن به کشوری «ضد روسیه» است و سایر اعضای ناتو «مدرن‌ترین سلاح‌ها» را در اختیار آن قرار می‌دهند، گفت: «توسعه بیشتر زیرساخت‌های ناتو و آغاز توسعه نظامی در سرزمین‌های اوکراین غیرقابل قبول است. مشکل، البته، خود ناتو نیست، بلکه فقط ابزار سیاست خارجی ایالات متحده است. مشکل این است که در سرزمین‌های مجاور ما - سرزمین‌هایی که از نظر تاریخی متعلق به ما بودند، تأکید می‌کنم - یک «ضد روسیه» است. دشمنی با ما ایجاد می‌شود، تحت کنترل کامل خارجی قرار می‌گیرد؛ [آن] به شدت توسط نیروهای مسلح کشورهای ناتو مستقر شده و با مدرن‌ترین سلاح‌ها عرضه می‌شود».

## اشاره به مردم اوکراین
پوتین از ارتش اوکراین خواست «فوراً سلاح‌های خود را زمین بگذارند و به خانه‌های خود بروند» و گفت: «همه سربازان ارتش اوکراین که این الزام را رعایت کنند، می‌توانند آزادانه منطقه جنگی را ترک کرده و به آغوش خانواده‌های خود بازگردند. خونریزی احتمالی کاملاً متوجه وجدان رژیم حاکم در خاک اوکراین خواهد بود.» وی خطاب به شهروندان اوکراین، اقدامات روسیه را با دفاع از خود در برابر تهدیدهای ایجاد شده برای آن و «فاجعه ای بزرگتر از آنچه اتفاقی که امروز در حال رخ دادن است، می‌گوید: «هرچقدر هم که سخت باشد، از شما می‌خواهم که این را درک کنید و دعوت به تعامل کنید تا این صفحه غم‌انگیز را ورق بزنید و با هم پیش برویم».

## هشدار عدم مداخله در درگیری
پوتین در پایان این سخنرانی به کشورهای دیگر نسبت به مداخله در درگیری هشدار داد و گفت:
وی افزود: "هرکسی که سعی در دخالت در امور ما و حتی بیشتر از آن ایجاد تهدید برای کشور و مردم ما دارد، باید بداند که واکنش روسیه فوری خواهد بود و شما را به چنین عواقبی خواهد رساند که هرگز در تاریخ خود تجربه نکرده‌اید. ما آماده ایم. تمام تصمیمات لازم در این زمینه اتخاذ شده‌است، امیدوارم که شنیده شده باشد.